# ヴィオレット・サボー

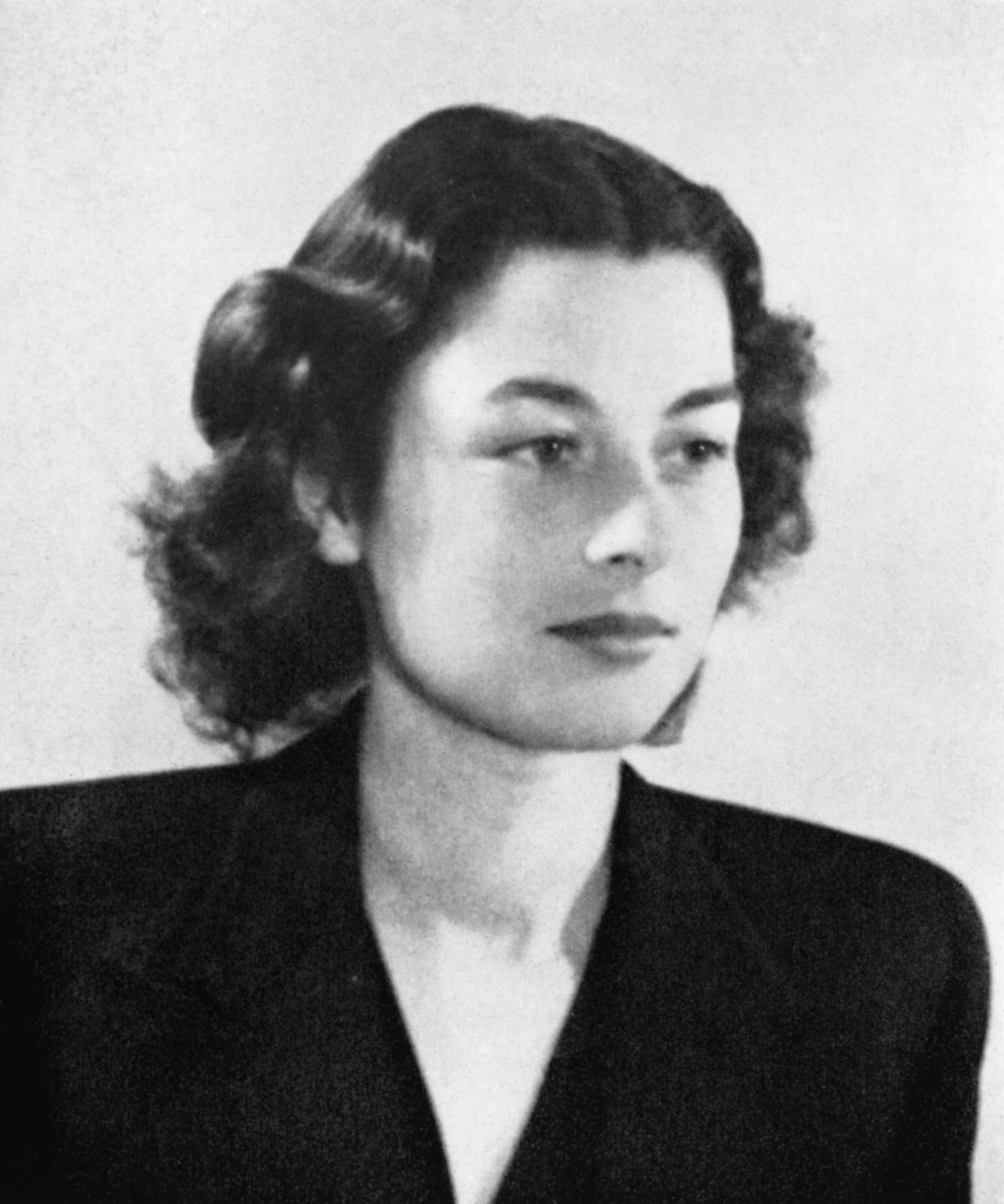
ヴィオレット・サボー

ヴィオレット・サボー（Violette Szabo、1921年6月26日 - 1945年2月5日）は、フランス出身のスパイ。第二次世界大戦中、イギリスの特殊作戦執行部(SOE)に所属するエージェントとしてドイツ占領下のフランスに潜入し、様々な特殊任務に従事した。
ヴィオレット・レーヌ・エリザベート・ビュシェル（Violette Reine Elizabeth Bushell）としてルヴァロワ＝ペレで生まれた。父親はイングランド人、母はフランス人。1940年にハンガリー系フランス人士官エティエンヌ・サボーと結婚。1942年に長女タニアが生まれてまもなく、自由フランス軍に加わっていたエティエンヌが第二次エル・アラメインの戦いで戦死。その後彼女は特殊作戦執行部(SOE)に参加した。サボーは、フランスのレジスタンス・グループ（抵抗組織）を援助するため、フランスに2回投入された。
1944年6月、2回目の潜入の際、ドイツ軍の捕虜となり、翌年強制収容所で死亡した。

## その他
ベルベット・アサシン
- 日本で2009年9月14日にUBIソフトから発売されたスニークアクションゲーム、主人公のモデルがヴィオレット・サボー